# Geolycosa
Geolycosa Montgomery, 1904 è un genere di ragni appartenente alla famiglia Lycosidae.

## Distribuzione
Le 74 specie note di questo genere sono state reperite in America, Asia, Africa, Oceania ed Europa meridionale: la specie dall'areale più vasto è la G. vultuosa rinvenuta in diverse località dell'area compresa fra l'Europa sudorientale e l'Asia centrale.

## Tassonomia
Considerato sinonimo anteriore di Scaptocosa Banks, 1904, a seguito di uno studio degli aracnologi Dondale e Redner del 1990, con trasferimento della specie tipo ad altro genere, anche su analoghe considerazioni espresse da Wallace in un suo lavoro del 1942.
Questa denominazione è ritenuta sinonimo posteriore di Schizocosa Chamberlin, 1904, a seguito di un lavoro di Guy del 1966 (vedi anche sezione Tassonomia della voce Anoteropsis).
Non sono stati esaminati esemplari di questo genere dal 2016.
Attualmente, a gennaio 2017, si compone di 74 specie e una sottospecie:
1. Geolycosa aballicola (Strand, 1906) — Etiopia
2. Geolycosa albimarginata (Badcock, 1932) — Paraguay
3. Geolycosa appetens Roewer, 1960 — Namibia
4. Geolycosa ashantica (Strand, 1916) — Ghana
5. Geolycosa atroscopulata Roewer, 1955 — Iran
6. Geolycosa atrosellata Roewer, 1960 — Congo
7. Geolycosa bridarollii (Mello-Leitão, 1945) — Argentina
8. Geolycosa buyebalana Roewer, 1960 — Congo
9. Geolycosa carli (Reimoser, 1934) — India
10. Geolycosa charitonovi (Mcheidze, 1997) — Russia, Abkhazia, Georgia, Azerbaigian, India ?
11. Geolycosa conspersa (Thorell, 1877) — Myanmar, Borneo, Celebes (Indonesia)
12. Geolycosa cyrenaica (Simon, 1908) — Africa settentrionale
13. Geolycosa diffusa Roewer, 1960 — Camerun
14. Geolycosa disposita Roewer, 1960 — Angola
15. Geolycosa diversa Roewer, 1960 — Ruanda
16. Geolycosa domifex (Hancock, 1899) — USA, Canada
17. Geolycosa dunini Zyuzin & Logunov, 2000 — Georgia, Armenia, Azerbaigian
18. Geolycosa egena (L. Koch, 1877) — Queensland (Australia)
19. Geolycosa escambiensis Wallace, 1942 — USA
20. Geolycosa excussa (Tullgren, 1905) — Bolivia, Argentina
21. Geolycosa fatifera (Hentz, 1842) — USA
22. Geolycosa festina (L. Koch, 1877) — Queensland (Australia)
23. Geolycosa flavichelis Roewer, 1955 — Iran
24. Geolycosa forsaythi (Dahl, 1908) — Arcipelago delle Bismarck (Papua Nuova Guinea)
25. Geolycosa gaerdesi Roewer, 1960 — Namibia
26. Geolycosa gofensis (Strand, 1906) — Africa centrale
27. Geolycosa gosoga (Chamberlin, 1925) — USA
28. Geolycosa habilis Roewer, 1960 — Congo, Africa orientale
29. Geolycosa hectoria (Pocock, 1900) — Sudafrica
30. Geolycosa hubbelli Wallace, 1942 — USA
31. Geolycosa hyltonscottae (Mello-Leitão, 1941) — Argentina
32. Geolycosa impudica (Mello-Leitão, 1944) — Argentina
33. Geolycosa incertula (Mello-Leitão, 1941) — Argentina
34. Geolycosa infensa (L. Koch, 1877) — Queensland (Australia), Nuovo Galles del Sud (Australia)
35. Geolycosa insulata (Mello-Leitão, 1944) — Argentina
36. Geolycosa ituricola (Strand, 1913) — Africa centrale
37. Geolycosa katekeana Roewer, 1960 — Congo
38. Geolycosa kijabica (Strand, 1916) — Africa orientale
39. Geolycosa lancearia (Mello-Leitão, 1940) — Argentina
40. Geolycosa latifrons Montgomery, 1904[2] — USA
41. Geolycosa liberiana Roewer, 1960 — Liberia
42. Geolycosa lindneri (Karsch, 1879) — Africa occidentale e centrale
43. Geolycosa lusingana (Roewer, 1959) — Congo
44. Geolycosa micanopy Wallace, 1942 — USA
45. Geolycosa minor (Simon, 1910) — Bioko (Golfo di Guinea)
46. Geolycosa missouriensis (Banks, 1895) — USA, Canada
47. Geolycosa natalensis Roewer, 1960 — Sudafrica
48. Geolycosa nolotthensis (Simon, 1910) — Namibia, Sudafrica
49. Geolycosa nossibeensis (Strand, 1907) — Madagascar
50. Geolycosa ornatipes (Bryant, 1935) — USA
51. Geolycosa patellonigra Wallace, 1942 — USA
52. Geolycosa pikei (Marx, 1881) — USA
53. Geolycosa rafaelana (Chamberlin, 1928) — USA
54. Geolycosa raptatorides (Strand, 1909) — Uruguay
55. Geolycosa riograndae Wallace, 1942 — USA
56. Geolycosa rogersi Wallace, 1942 — USA
57. Geolycosa rubrotaeniata (Keyserling, 1877) — Colombia
58. Geolycosa rufibarbis (Mello-Leitão, 1947) — Brasile
59. Geolycosa sangilia (Roewer, 1955) — Colombia
60. Geolycosa schulzi (Dahl, 1908) — Arcipelago delle Bismarck (Papua Nuova Guinea)
61. Geolycosa sexmaculata Roewer, 1960 — Afghanistan
62. Geolycosa shinkuluna Roewer, 1960 — Congo
63. Geolycosa suahela (Strand, 1913) — Africa centrale e orientale
64. Geolycosa subvittata (Pocock, 1900) — Sudafrica
65. Geolycosa tangana (Roewer, 1959) — Tanzania
66. Geolycosa ternetzi (Mello-Leitão, 1939) — Paraguay
67. Geolycosa timorensis (Thorell, 1881) — Timor
68. Geolycosa togonia Roewer, 1960 — Togo
69. Geolycosa turricola (Treat, 1880) — USA
70. Geolycosa uinticolens (Chamberlin, 1936) — USA
71. Geolycosa uruguayaca (Strand, 1909) — Uruguay
72. Geolycosa vultuosa (C. L. Koch, 1838) — dall'Europa sudorientale all'Asia centrale
73. Geolycosa wrighti (Emerton, 1912) — USA, Canada
74. Geolycosa xera McCrone, 1963 — USA
  - Geolycosa xera archboldi McCrone, 1963 — USA

### Specie trasferite
1. Geolycosa abdita (Gertsch, 1934); trasferita al genere Trochosa C.L. Koch, 1847[1].
2. Geolycosa albovestita (Dalmas, 1917); trasferita al genere Anoteropsis L. Koch, 1878
3. Geolycosa altera Roewer, 1955; trasferita al genere Trochosa C.L. Koch, 1847
4. Geolycosa aquila (Bösenberg, 1895); trasferita al genere Hogna Simon, 1885
5. Geolycosa arctosina (Caporiacco, 1947); trasferita al genere Trochosa C.L. Koch, 1847
6. Geolycosa arenivaga (Dalmas, 1917); trasferita al genere Anoteropsis L. Koch, 1878
7. Geolycosa baltimoriana (Keyserling, 1876); trasferita al genere Hogna Simon, 1885
8. Geolycosa bivittata (Mello-Leitão, 1939); trasferita al genere Hogna Simon, 1885
9. Geolycosa blackwalli (Johnson, 1862); trasferita al genere Hogna Simon, 1885
10. Geolycosa cretata (Purcell, 1903); trasferita al genere Proevippa Purcell, 1903
11. Geolycosa godeffroyi (L. Koch, 1865); trasferita al genere Tasmanicosa Roewer, 1959
12. Geolycosa grandis (Banks, 1894); trasferita al genere Tigrosa Brady, 2012
13. Geolycosa guayaquiliana (Mello-Leitão, 1939); trasferita al genere Lycosa Latreille, 1804
14. Geolycosa huberti (Chamberlin, 1924); trasferita al genere Gladicosa Brady, 1987
15. Geolycosa iaffa (Strand, 1913); trasferita al genere Hogna Simon, 1885
16. Geolycosa ingens (Blackwall, 1857); trasferita al genere Hogna Simon, 1885
17. Geolycosa leuckarti (Thorell, 1870); trasferita al genere Tasmanicosa Roewer, 1959
18. Geolycosa pictiventris (L. Koch, 1877); trasferita al genere Venatrix Roewer, 1960
19. Geolycosa poliostoma (C. L. Koch, 1847); trasferita al genere Lycosa Latreille, 1804
20. Geolycosa pulchra (Keyserling, 1877); trasferita al genere Gladicosa Brady, 1987
21. Geolycosa raptoria (Walckenaer, 1837); trasferita al genere Lycosa Latreille, 1804
22. Geolycosa retrorsa (Banks, 1911); trasferita al genere Schizocosa Chamberlin, 1904
23. Geolycosa sanogastensis (Mello-Leitão, 1941); trasferita al genere Birabenia Mello-Leitão, 1941
24. Geolycosa sepia (Dönitz & Strand, 1906); trasferita al genere Lycosa Latreille, 1804
25. Geolycosa sepulchralis (Montgomery, 1902); trasferita al genere Trochosa C.L. Koch, 1847
26. Geolycosa serrata (L. Koch, 1877); trasferita al genere Dingosa Roewer, 1955
27. Geolycosa tanna (Strand, 1913); trasferita al genere Hogna Simon, 1885
28. Geolycosa tongatabuensis (Strand, 1911); trasferita al genere Hogna Simon, 1885
29. Geolycosa urbana (O. Pickard-Cambridge, 1876); trasferita al genere Trochosa C.L. Koch, 1847
30. Geolycosa urbana (Strand, 1907); trasferita al genere Trochosa C.L. Koch, 1847